# Bataille de Doornkop
Raid Jameson / Seconde guerre des Boers
Batailles
Raid Jameson (décembre 1895 - janvier 1896)
- Doornkop

Front ouest (octobre 1899 - juin 1900)
- Kraaipan
- Belmont
- Graspan
- Modder River
- Stormberg
- Magersfontein
- Kimberley
- Paardeberg
- Poplar Grove
- Driefontein
- Sand River
- Mafeking
- Doornkop
- Biddulphsberg
- Lindley
- Diamond Hill

Front est (octobre 1899 - août 1900)
- Talana Hill
- Elandslaagte
- Rietfontein
- Bataille de Ladysmith
- Colenso
- Spion Kop
- Vaal Krantz
- Siège de Ladysmith
- Libération de Ladysmith
- Bergendal

Raids et guérillas (mars 1900 - mai 1902)
- Sanna's Post
- Mostertshoek
- Jammerbergdrift
- Roodewal
- Bothaville
- Leliefontein
- Nooitgedacht
- Vlakfontein
- Groenkloof
- Elands River
- Bloedrivier Poort
- Bakenlaagte
- Groenkop
- Tweebosch
- Rooiwal

La bataille de Doornkop est une bataille qui s'est déroulée le 2 janvier 1896 lorsqu'une force militaire composée de partisans britanniques, d'uitlanders dirigée par Leander Starr Jameson fut vaincue par l'armée boer conduite par Piet Cronje. Cette bataille consacra la fin du raid Jameson, généralement considéré comme un casus belli de la seconde guerre des Boers.
Une deuxième bataille se déroulera sur le même lieu le 29 mai 1900 durant ce dernier conflit, et verra cette fois-ci la victoire des britanniques sur les boers.
Le site de Doornkop fait désormais partie de la banlieue ouest de Soweto, à proximité de Johannesburg.

## Rétroactes
Les Britanniques, que se soient le gouvernement de Londres lui-même ou des groupements influents avaient depuis le milieu du XIXe siècle l'ambition de prendre le contrôle des deux républiques boers du Transvaal et l'État libre d'Orange. L'annexion de Transvaal en 1877 s'était soldé par la première guerre des Boers et la reconnaissance effective de l'indépendance du Transvaal par les Britanniques. La découverte d'or dans la région de Johannesburg amenant des colons et l'« encerclement » progressif des deux républiques par les possessions britanniques (Colonies du Cap et du Natal, Basutoland, Swaziland et finalement Rhodésie) allaient accélérer les tensions.
En 1895, à la suite des conflits politiques entre Rhodes et Kruger, Jameson, aidé par le millionnaire minier Alfred Beit et avec le consentement du Ministre britannique des colonies Joseph Chamberlain, rassemble une armée privée pour renverser le gouvernement du Transvaal sous prétexte de protéger les travailleurs étrangers en révolte contre le gouvernement autoritaire de la république. Le 29 décembre 1895 il lance depuis le Bechuanaland, Mafeking et Pitsani, un raid contre le Transvaal - connu sous le nom de raid Jameson.

## Première bataille de Doornkop

### La bataille
La troupe de Jameson fut repérée et subit un bref échange de tirs dès qu'elle passa la frontière le 1er janvier. Vers midi, Jameson fit face à une position retranchée boer aux environs de Krugersdorp à 30 kilomètres plus à l'est. Ils perdirent plusieurs hommes pendant, mais contournèrent la position pendant la nuit.
Les hommes de Jameson furent finalement défaits le 2 janvier 1896 par les hommes du Général Cronjé fortement armés à Doornkop (« la colline épineuse »), dans les environs de Pretoria. Des renforts annoncés des uitlanders de Johannesburg ne parvinrent jamais.

### Après la bataille
Emprisonné à Pretoria, Jameson est rapidement remis en liberté et expulsé. L’échec de cette tentative de coup d'État est cuisant. Jugé en Grande-Bretagne pour avoir conduit le raid, Jameson est condamné à 15 mois de prison mais obtient vite son absolution. Son échec au Transvaal rejaillit cependant sur son ami Cecil Rhodes qui est alors contraint de démissionner de son poste de 1er ministre du Cap.
Les ambitions britanniques à l'égard des deux républiques boers étaient désormais claires. La tension dans la région alla crescendo jusqu'à l'éclatement de la seconde guerre des Boers en 1899.

## Deuxième bataille de Doornkop
Une deuxième bataille se tint à Doornkop peu avant la prise de Johannesburg au cours de la seconde guerre des Boers le 29 mai 1900. La ligne boer, positionnée sur la colline, fut emportée par une attaque frontale des Gordons Highlanders au prix d'une centaine de morts.

### Sources
- (en) Thomas Pakenham, The Boer War, Johannesbourg, Jonathan Ball, 1997, 2e éd. (ISBN 978-1-86842-202-9)